# チャールズ・バベッジ
チャールズ・バベッジ（Charles Babbage、FRS、1791年12月26日 - 1871年10月18日）は、イギリスの数学者。哲学者、計算機科学者でもあり、世界で初めて「プログラム可能」な計算機を考案した。検眼鏡の発明者。
「コンピュータの父」と言われることもあり、初期の機械式計算機を発明し、さらに複雑な設計に到達した。その完成しなかった機械の一部はロンドンに所在するサイエンス・ミュージアムに展示されている。1991年、バベッジの本来の設計に基づいて階差機関が組み立てられ、完全に機能した。これは19世紀当時の技術の精度に合わせて作られており、バベッジのマシンが当時完成していれば動作していたことを証明した。9年後、サイエンス・ミュージアムはバベッジが階差機関用に設計したプリンターも完成させた。

## 誕生
ロンドンに生を受ける。正確な生誕地については議論があるが、ロンドンの 44 Crosby Row, Walworth Road ではないかとされている。ラーコム・ストリートとウォルワース・ロードの交差点付近に生誕を記念したブルー・プラークがある。
生まれた日は『タイムズ』紙の死亡記事から1792年12月26日とされている。しかしその死亡記事が出た後、生まれたのは1791年だと甥が書いている。教会の記録によれば、バベッジが洗礼を受けたのは1792年1月6日となっており、生まれたのが1791年だったという説を裏付けている。
父ベンジャミン・バベッジ (Benjamin Babbage) は裕福な銀行家であったが元は金細工師であった。母はベッツィー・バベッジ (Betsy Plumleigh Babbage)。1808年、一家はテインマス東部に移り、父は近くの St. Michael’s Church の教会委員となった。

## 教育

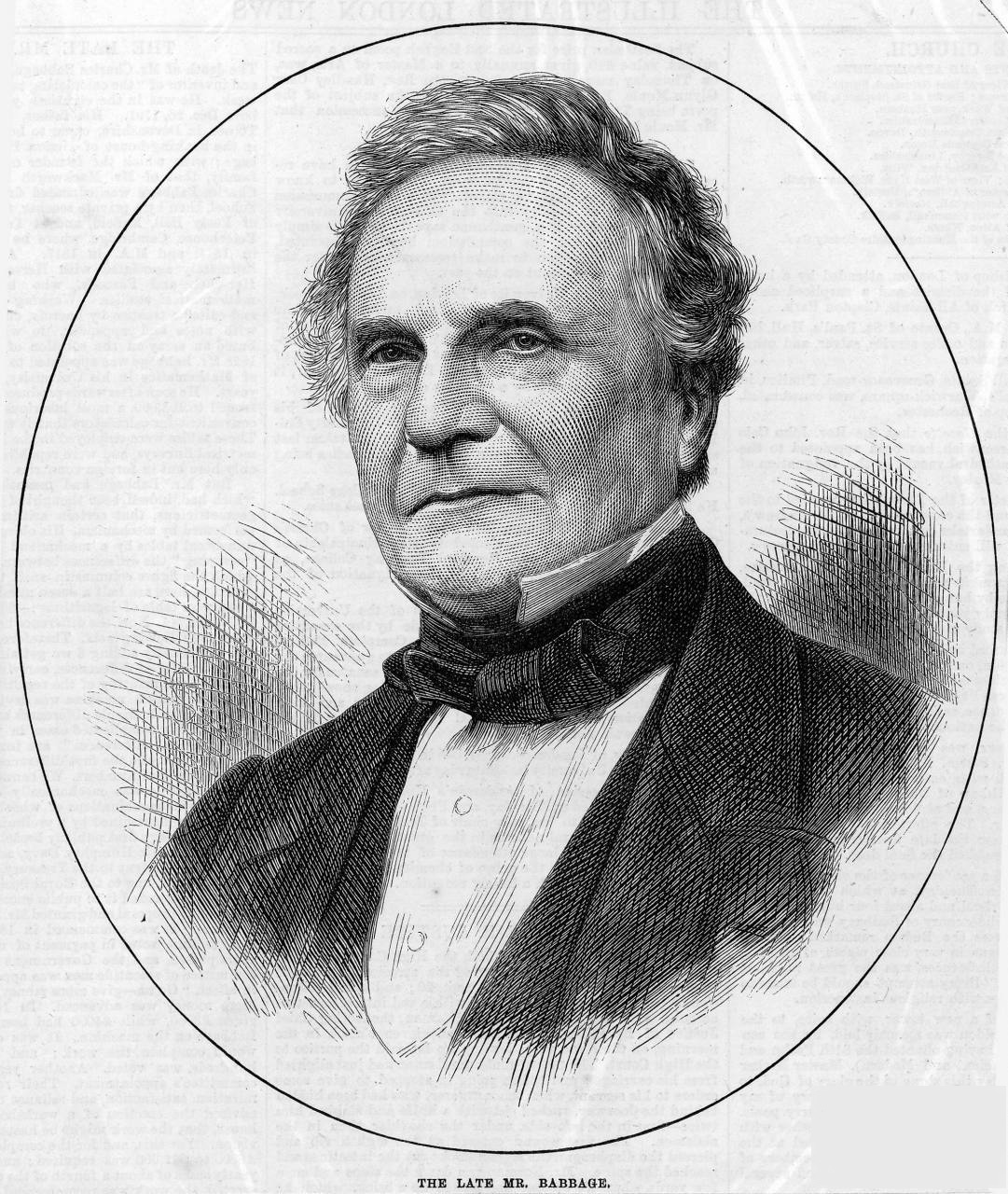
The Illustrated London News（1871年11月4日）より

父が裕福であったため、小学校時代に複数の家庭教師をつけるなど、熱心な教育を受けさせた。10歳のとき生命を危うくするほどの発熱を経験し、療養をかねて田舎（エクセター近郊のアルフィントン）の学校に通うようになる。両親は学校に「あまり脳に負担をかけないようにしてください」と依頼し、本人は「こんなに暇では馬鹿になるかもしれない」と思ったと後に述べている。デヴォン州トットネスの King Edward VI Grammar School に入れられ、ここですぐに体力を回復すると、再び家庭教師を付けてもらえるようになった。その後ミドルセックス州インフィールドにある30人の生徒を持つホルムウッド・アカデミーに参加し、スティーブン・フリーマン牧師に学ぶようになった。このアカデミーには膨大な蔵書があり、それによって数学に興味を持つようになる。アカデミーを離れてからさらに2人の家庭教師について学ぶ。一人はケンブリッジに住む聖職者で、バベッジは後に「何も得る物が無かった」と述べている。もう一人はオックスフォードの家庭教師で、ケンブリッジに入学できるだけの古典について学ぶことができた。
1810年10月、ケンブリッジ大学トリニティ・カレッジに入学。ここでゴットフリート・ライプニッツ、ジョゼフ＝ルイ・ラグランジュ、トーマス・シンプソンらの著作を読みふけり、ケンブリッジの数学教育のレベルの低さに失望した。その結果として1812年、ジョン・ハーシェルやジョージ・ピーコックらと共に解析協会を設立。バベッジ、ハーシェル、ピーコックは後に裁判官となったエドワード・ライアンとも親しく、ライアンは後に科学の後援者となった。また、バベッジとライアンは後に姉妹とそれぞれ結婚し、義理の兄弟になっている。バベッジは学生として他の団体にも参加しており、超常現象を研究する The Ghost Club、精神病院からメンバーを解放することを目的としている Extractors Club などがある。
1812年、ケンブリッジ大学のピーターハウスに移る。ここで数学者のトップとなったが、卒業することはできなかった。代わりに名誉学位を試験無しで1814年に与えられている。

## 結婚、家族、死

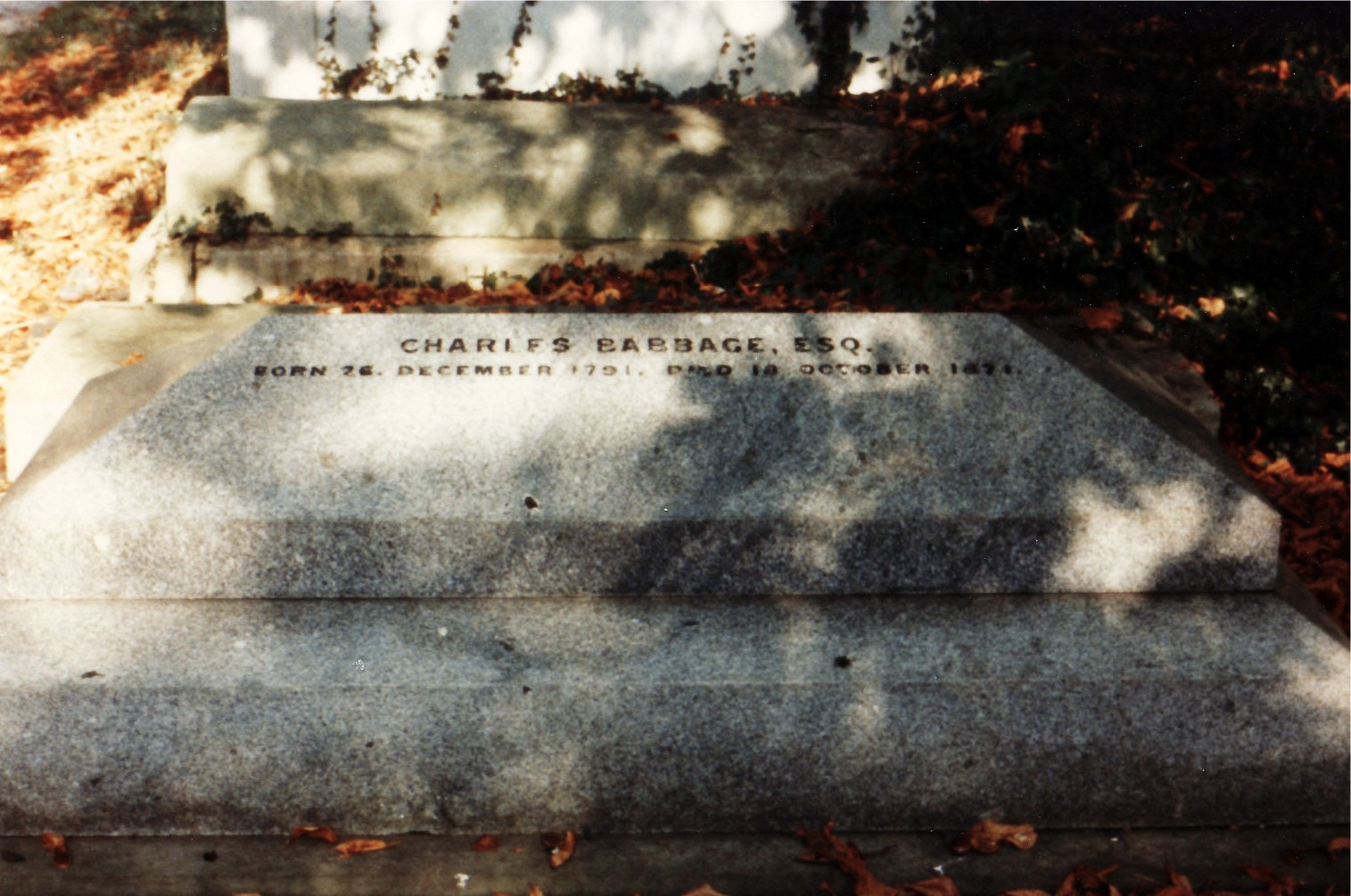
バベッジの墓

1814年7月、デヴォン州テインマスの St. Michael's Church でジョージアナ・ホイットモア (Georgiana Whitmore) と結婚。シュロップシャーのダッドマストン・ホールというカントリー・ハウスを新居としたが（ここで自らセントラルヒーティングシステムを設計）、その後ロンドンに引っ越した。
8人の子供をもうけたが、成人したのは4人だけだった。妻は1827年9月1日、ウスターで死去。同年、父、次男、生まれたばかりの末っ子が相次いで亡くなった。その後1年をかけてヨーロッパ大陸を旅行したため、階差機関の構築が遅れることになった。
1871年10月18日、79歳で死去。ロンドンのケンサル・グリーン墓地に埋葬された。Horsleyによれば、「腎臓を患い、膀胱炎を併発して」亡くなったという。1983年、バベッジの検死報告書が発見され、後にバベッジの玄孫が公表した。また、複写が公開されている。バベッジの脳は、半分がイングランド王立外科医師会に保管され、もう半分がサイエンス・ミュージアムにて展示されている。
一番年下の息子ヘンリー・プレヴォスト・バベッジ (1824–1918) は、父の設計に基づいて6台の階差機関を製作し、そのうちの1台がハーバード大学に送られた。Harvard Mark I を開発したハワード・エイケンが後にそれを発見している。ヘンリー・プレヴォストが1910年に製作した解析機関の演算器はダッドマストン・ホールに展示されていたが、今はサイエンス・ミュージアムにて展示されている。

## 計算機の設計
| 「 | 1812年、彼は解析協会の自室で座って間違いだらけの対数表を見ていた。そして、機械に計算させればいいと思いついた。フランス政府はいくつかの数表を新しい手法で製作していた。数人の数学者が数表の計算方法を決定し、6人ほどでそれを単純な工程に分解して、個々の工程は加算か減算をすればよいだけにする。そして加減算だけを教え込まれた80人の計算手に計算させるのである。これが計算における大量生産的手法の最初の適用例であり、バベッジは熟練していない計算手を完全に機械に置き換えれば、より素早く間違わずに数表を作れるというアイデアにとりつかれた。 | 」 |

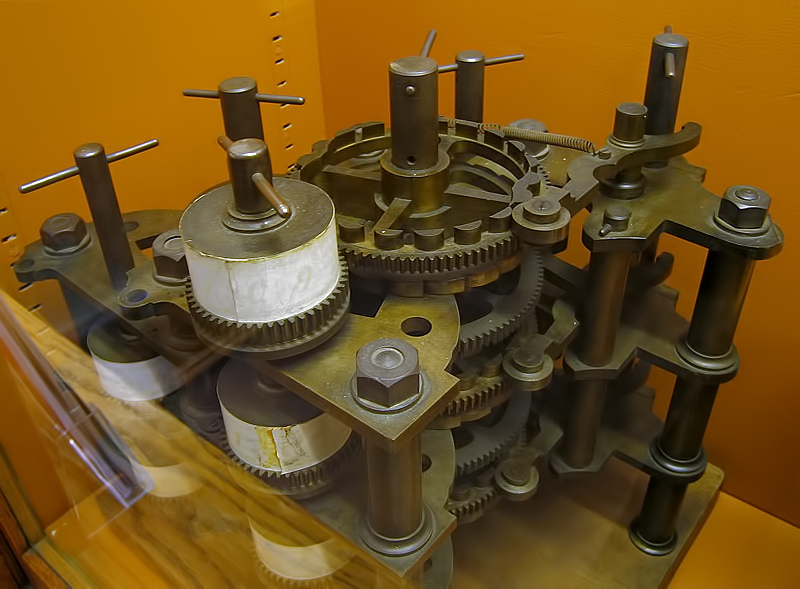
階差機関（1号機）の一部。バベッジの死後、息子が残っていた部品で組み立てたもの

バベッジの機械は初期の機械式計算機の1つだが、実際には完成しなかった。その最大の原因は資金問題と自身の性格の問題である。いくつかの蒸気機関で駆動する機械の製作を指揮して若干の成功を収め、計算を機械化可能であることを示した。その機械は扱いにくかったが、現代のコンピュータと基本的アーキテクチャはよく似ている。データとプログラムは分離されており、命令に従って動作し、演算器は条件分岐が可能で、本体とは別に入出力装置を備えていた。政府から10年以上に渡って総額1万7000ポンドの資金援助を受けたが、最終的に信頼を失って資金提供は打ち切られた。

### 階差機関

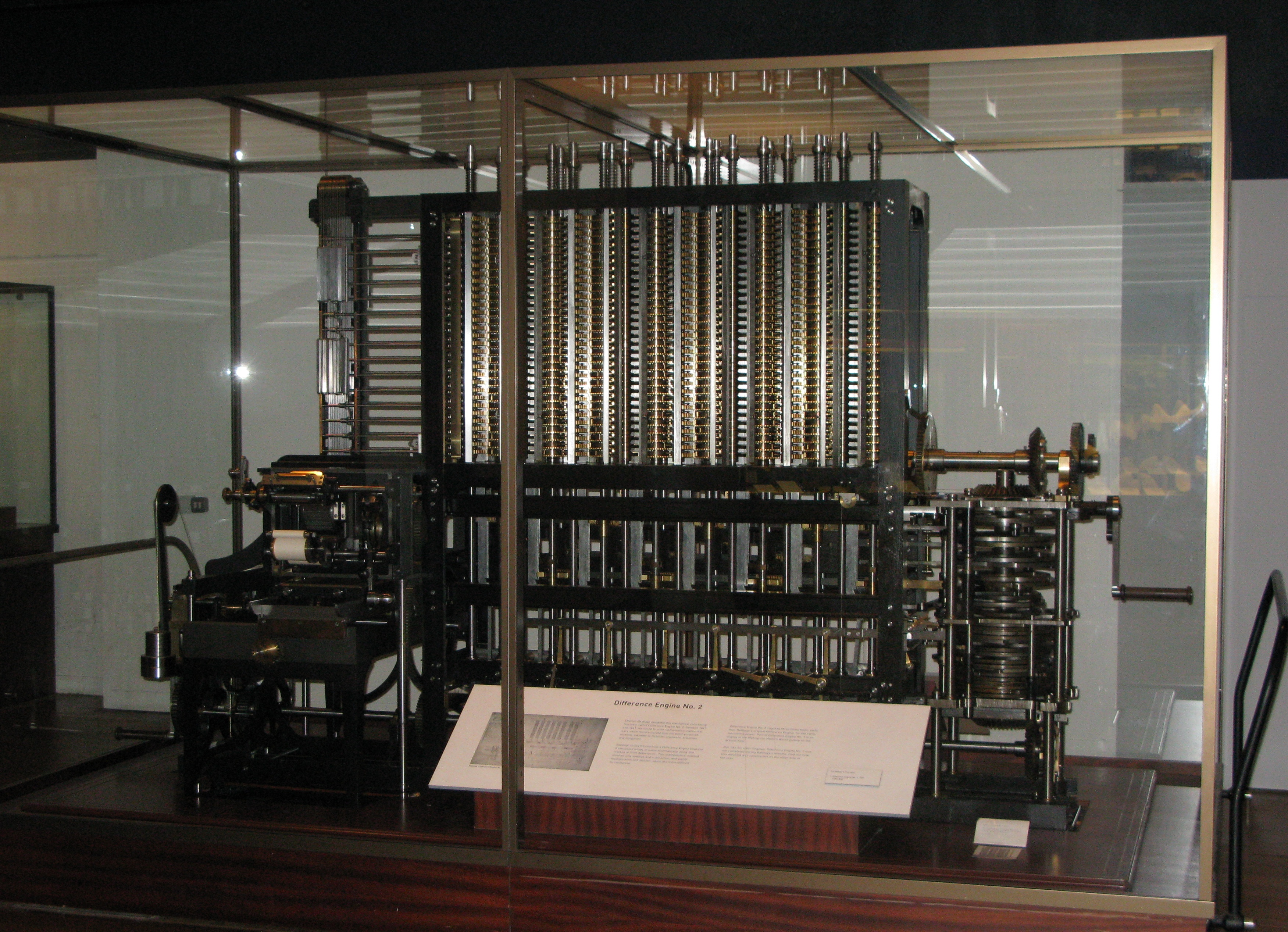
サイエンス・ミュージアムに展示されている階差機関2号機。バベッジの設計に基づいて製作された。

当時、数表は計算手と呼ばれる大勢の人間が流れ作業的に単純な計算をすることで作られていた。ケンブリッジで彼はこの手法の誤り率が高いことを見ており、数表作成の機械化をライフワークにするようになった。
1822年、階差機関 (difference engine) と名付けた多項式関数の値を計算する機械の設計を開始した。当時の他の機械式計算機とは異なり、バベッジの階差機関は一連の数値を自動的に生成するものだった。有限差分法を使うことで、乗除算を使わずに関数の値を計算できる。
1820年代初め、バベッジは最初の階差機関の試作にとりかかった。そのとき製作した一部の部品は今もオックスフォード科学史博物館にある。この試作機が「階差機関1号機」へと発展した。しかし完成はせず、出来上がった部分はロンドンのサイエンス・ミュージアムにある。この階差機関1号機は約2,5000個の部品で構成され、13,600kgの重量で、高さは2.4mとなる予定だった。資金提供も受けたが、完成することはなかった。後に改良を加えた「階差機関2号機」を設計したが、バベッジ自身は製作していない。
1822年6月14日、バベッジは、「天文暦と数表の計算への機械の適用に関する覚え書き」と題する階差機関の論文を王立天文学会に提出した。その功績を称え、現在6月14日は国際スチームパンクデーとなっている。
階差機関2号機が実際に製作されたのは1989年になってからのことで、ロンドンのサイエンス・ミュージアムでバベッジの設計に基づいて19世紀当時の技術精度にあわせて製作された。1991年に完成し、31桁の計算結果を出力した。また、技術者で大富豪のネイサン・ミアボルドもこれを製作し、2008年5月10日、マウンテンビューのコンピュータ歴史博物館に寄贈した。それまで誰も製作していなかったため、これらはレプリカ（複製）ではない。

### 解析機関
階差機関の製作が破綻して間もなく、バベッジはさらに汎用的で複雑な解析機関を構想し始め、1871年に亡くなる直前までその設計を改良し続けた。2つの機関の主な違いは、解析機関ではパンチカードでプログラムを組むことができるという点である。プログラムをカードで用意することで、最初にプログラムを組めば、それを機械に入れるだけで実行することができる。解析機関はジャカード織機のパンチカードのループで計算機構を制御し、前の計算結果に基づいて次の計算を行うことができる。逐次制御、分岐、ループといった現代のコンピュータのような特徴すら、いくつかを備えている。
エイダ・ラブレスはバベッジのアイデアを完全に理解していた数少ない人物の1人で、バベッジが考える単なる計算機に留まらない解析機関の可能性を見出していた。解析機関の能力を示すために実際にプログラムを作成した。ベルヌーイ数の数列を計算するプログラムなどである。今では世界初のプログラマと言われている。1979年には、彼女にちなんであるプログラミング言語がAdaと名付けられた。
2011年、イギリスの研究者らが解析機関を製作するプロジェクト "Plan 28" を立ち上げた。バベッジは設計を改良し続け、完了させていなかったため、まずクラウドソーシングによってベースとなる設計を確定させるプロジェクトを開始した。675バイト相当のメモリを持ち、7Hzのクロック周波数相当で動作する予定である。バベッジの没後150周年となる2021年までに完成させることを目標としている。

## 現代的応用
そろばんや機械式計算機は集積回路を使った電子計算機に取って代わられたが、MEMSとナノテクノロジーの最近の発展により、微細な機械に計算させるハイテク実験が行われるようになっている。電子式では動作できない高放射環境や高温環境でも動作可能な点が優れているという。エコノミスト誌は20世紀末に "Babbage's Last Laugh" と題した記事を掲載し、微細な機械による計算について紹介した。

## その他の業績

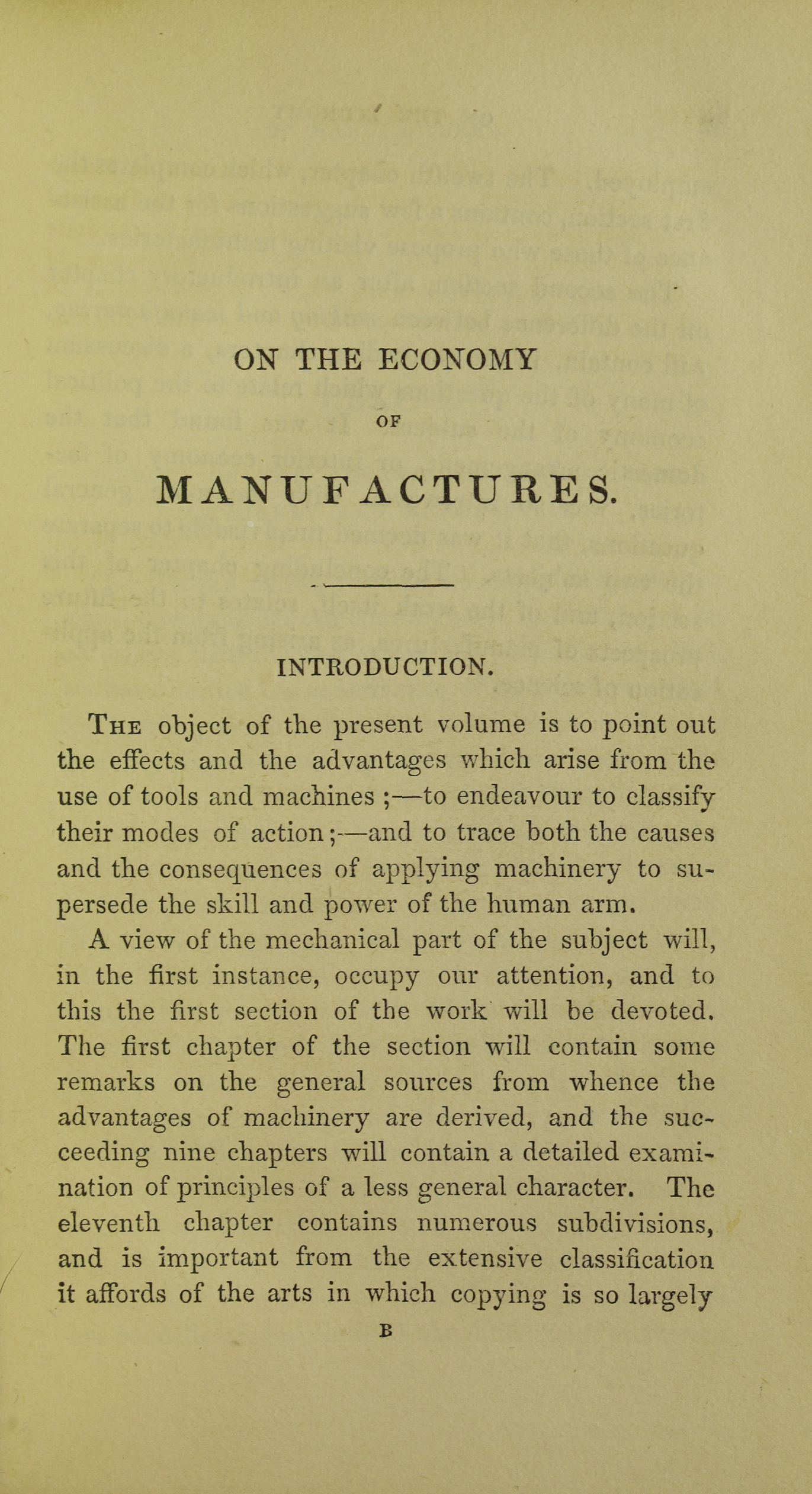
On the economy of machinery and manufactures, 1835

1824年、「数表と天文暦のための計算機関の発明に対して」王立天文学会ゴールドメダルを授与されている。バベッジは同学会の創立メンバーであり、1871年に亡くなったときには最長老となっていた。
ケンブリッジのルーカス教授職を1828年から1839年まで務めた。この間にいくつかの科学系学会誌の刊行をしている。1834年には統計学会創立に尽力した。
1832年、アメリカ芸術科学アカデミーの外国人名誉会員に選ばれた。1837年、ブリッジウォーター論集全8巻に反応して、『第9ブリッジウォーター論集』（天地創造における神の力、叡智、善性について）を出版し、神は全知全能な神聖な立法者であり、法則を作り適切な時期に種を作ったのであって、時々気まぐれに奇跡を起こして必要に応じて新たな種を生み出したのではないという説を展開した。これは自然神学に関する著作であり、ジョン・ハーシェルと議論した結果が含まれている。
暗号解読に関しても業績を残し、ヴィジュネルの自己鍵暗号やそれより弱いヴィジュネル暗号を解読した。この暗号は当時「解読不可能な暗号」と言われていた。その発見はイギリス陸軍の作戦行動に活用され、数年間その発見は秘密にされた。そのため、暗号解読者の栄誉は数年後に解読に成功したプロイセンの歩兵将校フリードリッヒ・カシスキーに与えられている。
1838年にはカウキャッチャーを発明している。これは機関車などの前面に取り付ける金属フレームで、進路上の障害物を排除するものである。車両性能試験車も作り、1838年ごろイザムバード・キングダム・ブルネルのグレート・ウェスタン鉄道で何度か調査を行った。長男のベンジャミン・ハーシェル・バベッジがブルネルの下で技師として働いていたという関係があったが、この長男は1850年代にオーストラリアに移住した。
検眼鏡もバベッジの発明だが、評価してもらおうと医師に渡してそのまま忘れてしまい、実際に使われるようになったのは後にヘルマン・フォン・ヘルムホルツが独自に発明した方だった。
バベッジは2回、国会議員に立候補している。1832年のときは5人中3位だったが、1834年のときは4人中最下位となった。
著書『機械化と工業化がもたらす経済効果』(On the Economy of Machinery and Manufactures) では、こんにち「バベッジの原理」と呼ばれるものを描いている。これは、仕事を分割することの効果を論じたものである。熟練した賃金の高い労働者は、常にスキルを最大限に発揮しているわけではない。その仕事を分割して複数の労働者を雇えば、スキルを要する仕事だけを熟練した労働者に割り当て、他の比較的簡単な仕事は別の熟練していない労働者に割り当てることができ、全体として労働コストの削減になるというものである。カール・マルクスは資本論や経済学批判要綱でこのバベッジの分業論に強い影響を受けた。バベッジの原理は、フレデリック・テイラーの科学的管理法の前提となっている。

## 考え方

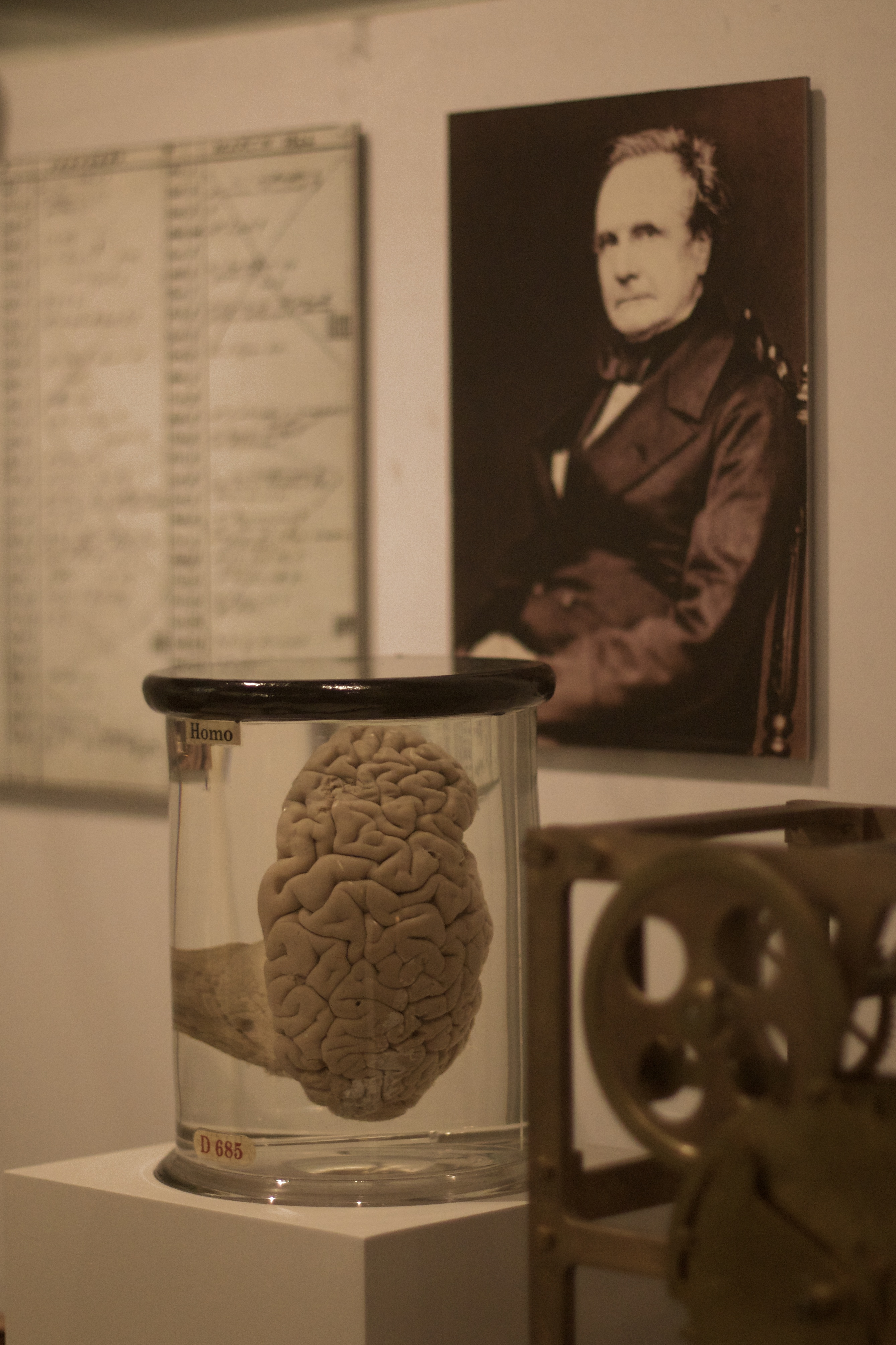
サイエンス・ミュージアムには、チャールズ・バベッジの脳が展示されている。

バベッジはある工場の壊れた窓ガラスを全部数え、1857年に『窓ガラス破損原因の相対度数表』(Table of the Relative Frequency of the Causes of Breakage of Plate Glass Windows) を出版した。464枚の壊れた窓ガラスのうち、14枚が「酔っ払い、女性、または少年」が原因とされている。
バベッジは人混みが嫌いで、1864年には『通りの迷惑の観察』(Observations of Street Nuisances) を出版し、80日間に165回の「迷惑」を数えたこともある。特にストリートパフォーマンスが嫌いで、手回しオルガンの音を聞きつけると、そこに行ってののしったという。例えば次のような引用がバベッジの音楽嫌いを表している。
手回しオルガン奏者や似たような迷惑によって与えられた数千人の精神的苦痛と知的労働者の時間を奪ったことによる金銭的損害は計り知れない。
1860年代にはフープローリング反対運動を起こした。特に鉄製フープを転がして馬の脚の間をすり抜ける遊びを非難した。実際、馬が驚いて乗っていた人が振り落とされたり、馬が脚をくじいたりすることがあった。1864年には庶民院で、この「子どもの一般的遊びを改革しようとする」バベッジの運動が批判され、バベッジは評判を落とすことになった。
当時の首相ロバート・ピールはバベッジに准男爵の地位提供を申し出たが、貴族の世襲制に批判的だったバベッジはこれを断わった。バベッジは一代貴族の方を望んだがこちらは逆に断わられ、結果としてどちらも得られなかった。

## インド思想からの影響
バベッジの数々の業績は、インド思想、特にインド論理学に影響を受けている。バベッジほどではないがハーシェル、ド・モルガン、ジョージ・ブールにも言えることである。メアリー・エベレスト・ブールは、1920年代に彼女の叔父ジョージ・エベレストがバベッジとハーシェルにインド思想を紹介したと主張している。

1825年ごろ（エベレストが）イングランドで2、3年過ごしたことがあり、当時ずっと若かったハーシェルやバベッジとすぐに生涯の親友になった。私は公正な心を持つ数学者なら誰でも、バベッジの『第9ブリッジウォーター論集』を読んで彼の同時代人の作品と比べてみることを勧める。そして、バベッジの曲線上の特異点に関する考え方（8章）の根底にある奇跡の性質についての奇妙な概念がどこから来たのか自問してみるとよい。それはヨーロッパ神学からだろうか？ それともヒンズー教形而上学からだろうか？ おお、当時のイギリスの牧師たちはどんなにバベッジの本を嫌悪したことだろう！

メアリー・ブールはまた、次のように記している。

バベッジ、ド・モルガン、ジョージ・ブールという3人の男が1830年から1865年当時の数学的雰囲気の中で強烈にヒンズー化した理由は何だったのか考えてみなさい。自然科学における探究がなされているベクトル解析と数学を生み出すことに、それがどんな部分を占めていただろうか？

しかしながら、バベッジ自身は幼少期からプロテスタントであり、信仰を失ったことはない。

## 記念
バベッジは様々な形で記念されている。例えば、月にはバベッジと名付けられたクレーターが存在する。ミネソタ大学には情報技術についての文献収集と研究のためのセンターであるチャールズ・バベッジ研究所がある。ケンブリッジ大学にはバベッジの名を冠した階段講堂があり、学部の科学系講義に使われている。
- イギリス国鉄は1990年代に著名な科学者の名前を機関車の名称とするプログラムを開始し、その一環でバベッジの名を冠した機関車が存在する。
- プリマス大学（英語版）の計算機科学科の建物はバベッジの名を冠している。
- イギリス製ミニコンピュータ GEC 4000 シリーズ上では、Babbageと名付けられたプログラミング言語が動作していた。
- バベッジは様々なスチームパンク作品に登場しており、階差機関、さらには解析機関を完成させてヴィクトリア朝時代に計算機科学が大きく発展するという設定が多い。
- ロンドンのバベッジが40年間住んでいた住宅があった場所にはグリーン・プラークが掲げられている[61]。

## フィクション
ウィリアム・ギブスンとブルース・スターリングの小説『ディファレンス・エンジン』、マーク・ホダーの『大英帝国蒸気奇譚』シリーズなど、サイエンス・フィクションのサブジャンルの1つであるスチームパンクの作品においてはしばしば、階差機関（ディファレンス・エンジン）が蒸気駆動のコンピューターとして実用化された設定になっている。これらの作品では、バベッジは階差機関の考案者ではなく実際の開発者として登場ないしは言及される。

## 著作
- A Comparative View of the Various Institutions for the Assurance of Lives. (1826). London: J. Mawman.
- Reflections on the Decline of Science in England, and on Some of Its Causes. (1830). London: B. Fellowes.
- On the Economy of Machinery and Manufactures (4 ed.). (1835). London: Charles Knight.
- The Ninth Bridgewater Treatise, a Fragment. (1837). London: John Murray. （ケンブリッジ大学出版局が2009年に再版、 ISBN 978-1-108-00000-0）
- Table of the Logarithms of the Natural Numbers from 1 to 108000. (1841). London: William Clowes and Sons. （LOCOMAT というサイトにこの数表を再現したものがある）
- The Exposition of 1851. (1851). London: John Murray.
- Passages from the Life of a Philosopher. (1864). London: Longman.
- Science and Reform: Selected Works of Charles Babbage. (1989). Hyman, Anthony. ed. Cambridge University Press. ISBN 978-0-521-34311-4.